# Trap Them
Trap Them — американський хардкор-панк гурт, створений у Салемі, Нью-Гемпшир, у 2001 році.
Гурт випустив п’ять студійних альбомів і п’ять міні-альбомів, у тому числі спліт мініальбом розділений з гуртом Extreme Noise Terror.

## Історія
Гурт Trap Them розпочинався у 2001 році як сайд-проект Райана МакКенні, який на той час був вокалістом гурту Backstabbers Incorporated, і Браяна Іззі, короткочасного другого гітариста гурту Backstabbers Incorporated і постійного учасника гурту December Wolves. Вони познайомилися під час спільної роботи в магазині Newbury Comics у Салемі, Нью-Гемпшир і відразу стали близькими друзями.
Назву гурту взяли з фільму 1977 року режисера Джо Д'Амато під назвою Trap Them And Kill Them (інша назва фільму: Emanuelle and the Last Cannibals).
Спочатку гурт був відомий під назвами Trap Them + Kill Them або 77+K7. У 2002 році, під назвою Trap Them + Kill Them, гурт самостійно випустив MCD-альбом 77K7.
У 2006 році гурт уклав угоду з звукозаписним лейблом Trash Art!.  
Гурт записав альбом Sleepwell Deconstructor на рекорд студії Курта Баллоу, God City, альбом вийшов на лейблі Trash Art!, 3 квітня 2007 року. В тому ж році гурт випустив два мініальбома: Cunt Heir to the Throne на лейблі Trash Art!, Séance Prime на лейблі Deathwish.
МакКенні та Іззі пішли з гурту Backstabbers Incorporated у 2008 році. Вони стали сусідами по кімнаті та почали зосереджуватися на новому матеріалі і гурт Trap Them нарешті став їхнім повноцінним проектом.
На початку 2008 року гурт Trap Them гастролював по Європі разом з гуртами the Ocean та Rotten Sound.
У 2008 році гурт Trap Them працював з краст-панк гуртом Extreme Noise Terror над роздільним мініальбомом Extreme Noise Terror / Trap Them, який вийшов на лейблі Deathwish.
У 2008 році Trap Them разом з гуртом Napalm Death гастролювали по США.
Їхній другий альбом, Seizures in Barren Praise, був випущений у листопаді 2008 року на лейблі Deathwish.
У травні 2009 року гурт грав на щорічному музичному фестивалі Maryland Deathfest у Балтиморі, штат Меріленд. Гурт Trap Them гастролював по США у травні та червні 2009 року разом з гуртами Victims та Black Breath. А в середині липня — разом з гуртами Skeletonwitch та Saviours.
У середині 2009 року гурт підписав контракт з лейблом Prosthetic Records.
У 2010 році гурт Trap Them випустив міні-альбом Filth Rations, спочатку лише як обмежений касетний випуск, обмежений лише п'ятдесятьма копіями, доступними під час їх виступу на фестивалі Scion Rock Festival. Пізніше міні-альбом Filth Rations був випущений на 12" вінілі з гравюрою на B-стороні, яку виконав художник Джастін Бартлетт (Justin Bartlett), який також намалював основну обкладинку, платівка вийшла на лейблі Southern Lord Records.
Наприкінці 2010 року було оголошено, що в березні 2011 року гурт випустить свій третій повноформатний альбом, Darker Handcraft, на лейблі Prosthetic Records.
З квітня по травень у Німеччині відбувся тур "Cursed to Tour", хедлайнером туру був фінський гурт Rotten Sound. Серед учасників туру були такі гурти: Trap Them, Gaza, The Candidate, Haust.
7 квітня 2014 року гурт Trap Them оголосив про завершення роботи над своїм наступним альбомом під назвою Blissfucker, альбом було випущено 10 червня 2014 року, на лейблі Prosthetic Records. Це був перший альбом, у якому брав участь новий басист Гален Баудхуен (гурт Infera Bruo) і новий барабанщик Бред Фікейзен (гурт No Salvation, колишній The Red Chord).
Crown Feral, п’ятий і останній студійний альбом гурту, був випущений 23 вересня 2016 року на лейблі Prosthetic Records. Альбом знову був записаний з продюсером Куртом Баллоу на студії звукозапису God City і містив обкладинку художника Маттіаса Фріска (Mattias Frisk).
Перш ніж розпастися, гурт дав три останні концерти в Нью-Йорку, Монреалі та Бостоні, в листопаді 2017року.

## Музичний стиль і впливи
Музика Trap Them була класифікована як грайндкор, краст-панк, хардкор-панк і металкор.
Гурт активно використовує гітарну педаль Boss HM-2, яка створює характерний гітарний тембр, який вперше популяризували шведські гурти дез-метал.
Редактор онлайн-видання Metal Injection, Крістофер Лудтке (Christopher Luedtke), описав їхнє звучання як «Привнесення хардкору/панку, ді-біту та грінду з дез-метал рифами а-ля гурт Grave».
На музичний стиль гурту вплинули хардкорні та краст-панк гурти, такі як Black Flag, Born Against і Tragedy, а також метал гурти, такі як Dismember і Entombed.

## Склад гурту

### Фінальний
- Браян Іззі (Brian Izzi) — гітара (2001-2017)
- Райан МакКенні (Ryan McKenney) — вокал (2001-2017)
- Бред Фікейзен (Brad Fickeisen) — барабани (2013-2017)
- Гален Бодуен (Galen Baudhuin) — бас-гітара (2013-2017)

### Попередній
- Нат Коглан (Nat Coghlan) — бас (2006-2007)
- Скотт ДеФуско (Scott DeFusco) — ударні (2006-2007)
- Майк Шарп (Mike Sharp) — барабани (2007-2008)
- Дерек Блек (Derek Black) — бас (2007)
- Стівен ЛаКур (Stephen LaCour) — бас (2007-2011)
- Майк Джастіан (Mike Justian) — ударні (2008-2009)
- Кріс Маджіо (Chris Maggio) — ударні (2009-2013)

## Дискографія

### Студійні альбоми
- Sleepwell Deconstructor (2007, Trash Art!)
- Seizures in Barren Praise (2008, Deathwish)
- Darker Handcraft (2011, Prosthetic)
- Blissfucker (2014, Prosthetic)
- Crown Feral (2016, Prosthetic)

### Мініальбоми і спліти
- 77K7 (2002, self-released)
- Cunt Heir to the Throne (2007, Trash Art!)
- Séance Prime (2007, Deathwish)
- Extreme Noise Terror / Trap Them (split with Extreme Noise Terror) (2008, Deathwish)
- Filth Rations (2010, Southern Lord)

### Збірники
- People Don't Take Pictures of Things They Want to Forget (2003)